# 秋穂範子
秋穂 範子（あきほ のりこ）は、日本の映像作家、アニメーター。
主に、NHKの音楽番組「みんなのうた」「おかあさんといっしょ」などのアニメーションを制作している。

## 作品一覧

### みんなのうた
- ◆は5分間1曲枠の楽曲。
- 1.あくび猫 / 羊毛とおはな（2010年2月・3月放送）
- 2.かんがえがあるカンガルー / 岸田繁（2016年2月・3月放送）